# Bebelis picta
Bebelis picta är en skalbaggsart som beskrevs av Francis Polkinghorne Pascoe 1875. Bebelis picta ingår i släktet Bebelis och familjen långhorningar.
Artens utbredningsområde är:
- Kuba.
- Guatemala.
- Honduras.
- Nicaragua.
- Panama.
- Venezuela.
- Martinique.

Inga underarter finns listade.